# Marmorkarpfen
Der Marmorkarpfen (Hypophthalmichthys nobilis) ist ein geselliger Freiwasserfisch aus der Familie Xenocyprididae, der in den 1960er Jahren mit Graskarpfen und Silberkarpfen aus Asien nach Europa eingeführt wurde.

## Verbreitung und Lebensraum
Der Marmorkarpfen stammt ursprünglich aus Flüssen und damit verbundenen stehenden Gewässern im Süden Chinas. Er wurde jedoch vielerorts, außerhalb seines ursprünglichen Verbreitungsgebietes, in Asien und in den 1960er Jahren auch in Europa ausgesetzt.

## Merkmale
Er ähnelt stark dem Silberkarpfen, kann von diesem aber durch die gekielte Bauchlinie zwischen Bauch- und Afterflosse, die etwas dunklere Farbe, seine noch tiefer stehenden Augen und die höhere Anzahl an Flossenstrahlen in der Rückenflosse (13 statt 10) unterschieden werden. In seiner Heimat erreicht er im Ausnahmefall Längen bis zu zwei Meter, in Mitteleuropa bis zu eineinhalb Meter bei etwa 50 kg.

## Lebensweise
Der Marmorkarpfen wurde wie der Silberkarpfen und der Graskarpfen zur Bekämpfung von Wasserpflanzen eingeführt, oftmals unter dem Sammelbegriff „Ostasiatische Pflanzenfresser“. Bald stellte man allerdings fest, dass der Marmorkarpfen zu diesem Zweck nicht geeignet ist, da er sich hauptsächlich von Zooplankton ernährt, das er aus dem Freiwasser filtert.
Die Fische sind meistens in kleinen Schwärmen unterwegs, eine natürliche Vermehrung findet in Mitteleuropa nicht statt.

## Stammesgeschichte
Zu den ältesten Hinweisen auf Marmorkarpfen gehören Schlundzähne aus der Rhin-Chua-Formation in der Fossillagerstätte von Na Dương im Nordosten von Vietnam. Die Funde datieren in das Obere Eozän bis Untere Oligozän vor 38 bis 28 Millionen Jahren. Sie werden der Gattung Planktophaga zugewiesen, die eine ausgestorbene Vorfahrenlinie repräsentiert. Im Gegensatz zu den heutigen Marmorkarpfen waren die Tiere deutlich kleiner.

## Literatur

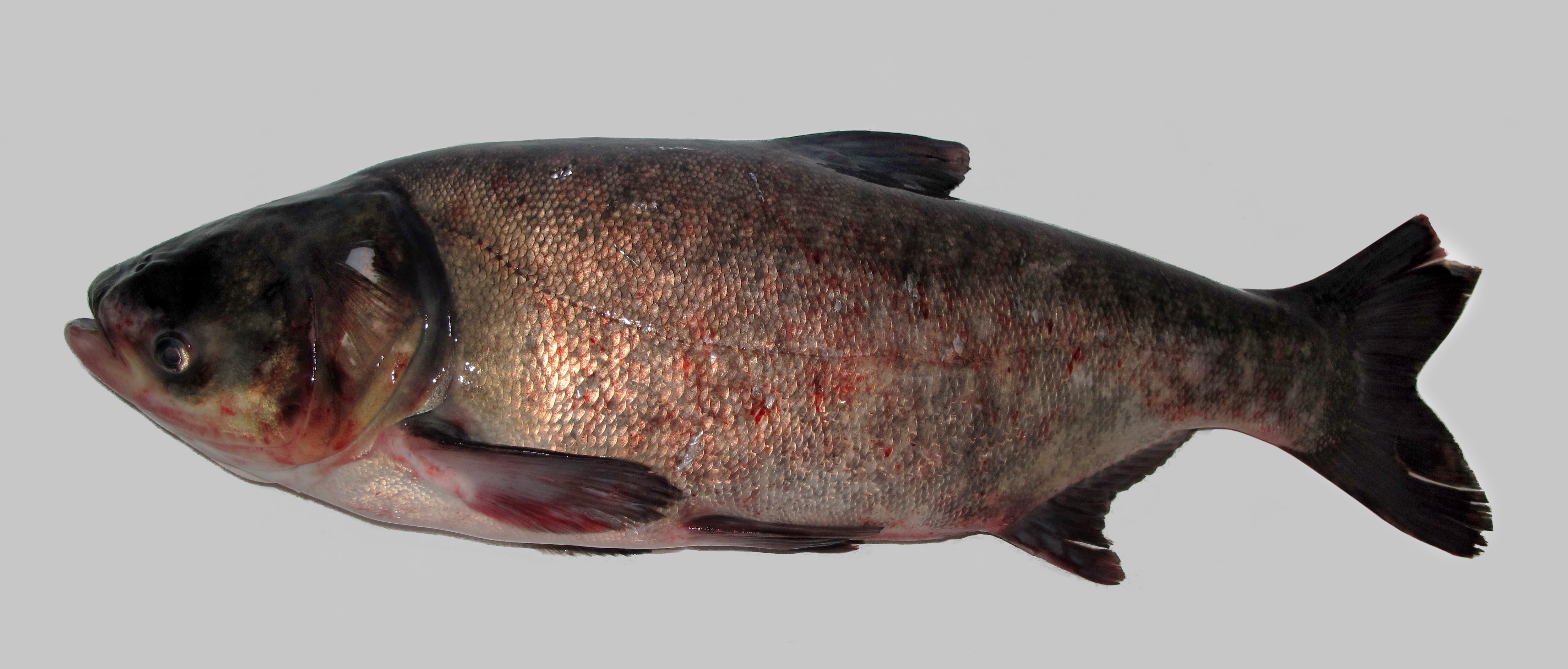
Marmorkarpfen